# 埃斯特里德·斯文德斯多塔
埃斯特里德·斯文德斯多塔（丹麥語：Estrid Svendsdatter，約990年 / 997年—1057年 / 1073年），丹麥國王斯文一世（在英格蘭被稱為「八字鬍斯韋恩」）的女兒。
埃斯特里德的母親可能是岡希爾德或希格麗德。克努特大帝是她同父異母的哥哥。

## 家庭
1015年至1016年間，埃斯特里德與烏爾夫·索爾吉爾森結婚，兩人共有兩個兒子：
1. 斯文（1019年—1076年），丹麥國王
2. 比約恩（英语：Beorn Estrithson）（？年—1049年）